# Meezenbroek-Schaesbergerveld
Meezenbroek-Schaesbergerveld is een wijk in de Nederlandse gemeente Heerlen. De wijk ligt ten noordoosten van het stadscentrum. Aan de westzijde wordt de wijk begrensd door de Schandelerboord (langs de Caumerbeek) en Palemigerboord, aan de noordzijde door de Euregioweg, aan de oostzijde door de Euregioweg en in het zuiden door de spoorlijn van de Heuvellandlijn.
In het noorden ligt de wijk De Hei (Schrieversheide, onderdeel van Brunssummerheide), in het oosten de plaats Schaesberg (gemeente Landgraaf), in het zuiden de wijk Molenberg en in het westen Schandelen-Grasbroek.
De wijk bestaat uit vier buurten:
- Palemig (in het noorden)
- Burettestraat en omgeving (in het westen)
- Meezenbroek (in het midden en westen)
- Schaesbergerveld (in het zuiden)

De buurten worden van elkaar gescheiden door de Caumerbeek, Palembergerbeek en Limburgiastraat.
Stadsdelen: Heerlerbaan · Heerlerheide · Heerlen-Stad · Hoensbroek

Wijken: Aarveld-Bekkerveld · De Beitel · Caumerveld-Douve Weien · Eikenderveld · Heerlen-Centrum · Heerlerbaan-Oost · Heerlerbaan-West · Passart · De Hei · Heksenberg · Hoensbroek-De Dem · De Koumen · Maria-Gewanden-Terschuren · Mariarade · Meezenbroek-Schaesbergerveld · Molenberg · Nieuw Lotbroek · Rennemig-Beersdal · Schandelen-Grasbroek · Vrieheide-De Stack · Welten-Benzenrade · Woonboulevard-Ten Esschen · Zeswegen-Nieuw Husken

Buurtschappen en gehuchten: De Euren · Heihoven · Imstenrade · Schurenberg · Terschuren

Limburg: Steden en dorpen      Nederland: Provincies · Gemeenten